# Canning Vale
Canning Vale är en del av en befolkad plats i Australien. Den ligger i kommunen Canning och delstaten Western Australia, omkring 13 kilometer sydost om delstatshuvudstaden Perth. Antalet invånare är 23 289.
Runt Canning Vale är det ganska tätbefolkat, med 100 invånare per kvadratkilometer.. Närmaste större samhälle är Perth, omkring 13 kilometer nordväst om Canning Vale. 
Trakten runt Canning Vale består till största delen av jordbruksmark. Genomsnittlig årsnederbörd är 1 018 millimeter. Den regnigaste månaden är maj, med i genomsnitt 176 mm nederbörd, och den torraste är februari, med 9 mm nederbörd.